# Aflaat

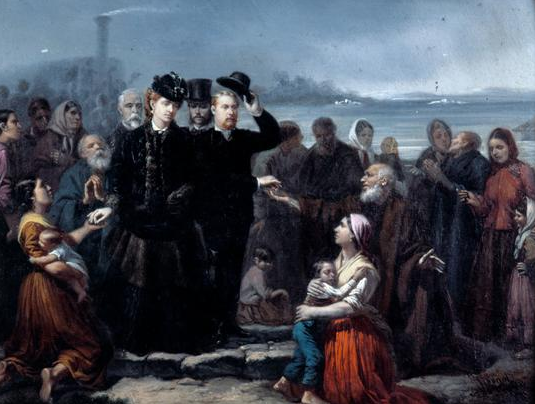
Het geven van een aalmoes, een van de goede werken waar een aflaat aan verbonden is

Een aflaat (Latijn: indulgentia) is een uit de leer van de Rooms-Katholieke Kerk afkomstige kwijtschelding voor God van tijdelijke straffen (penitentie) voor zonden die, wat de schuld betreft, reeds vergeven werden. Volgens de Katholieke leer moeten mensen die immoreel handelen,  zondaars genoemd, een straf ondergaan voor hun zonden, om de ziel te zuiveren en de morele orde en de eer van God te herstellen. Door het geloof in de onderlinge verbondenheid van de gelovigen in Jezus, wordt het door de kerk ook mogelijk geacht dat een ander deze straf voldoet. De aflaat houdt in dat de kerk bepaalt, in naam van de goede daden van Jezus en de heiligen, dat de plicht om een straf te voldoen wordt opgeheven.
Het is een praktijk in de Katholieke Kerk die nauw verbonden is met het sacrament van de biecht. De zonde moet namelijk eerst zijn opgebiecht, er moet berouw zijn voor de zonde en een vast voornemen deze niet meer te begaan. Een gelovige kan deze kwijtschelding onder bepaalde welomschreven voorwaarden verwerven door toedoen van de Kerk.
Aflaten zijn van oudsher verbonden aan bepaalde goede werken, zoals het doen van een bedevaart, het vasten of het bidden van psalmen. Vanaf de elfde eeuw ontstond de praktijk dat dit goede werk kon bestaan in een donatie van geld, gronden of goederen. Dit was een manier om de bouw of uitbreiding van abdijen en kerken te realiseren. Negatiever geformuleerd kan de gelovige aflaten op die manier verkrijgen met geld en dus in zekere zin kopen. Het beschikbaar stellen van aflaten aan donateurs onder leiding van de Duitse aartsbisschop Albrecht van Brandenburg, was voor de Duitse priester en hoogleraar Maarten Luther in 1517 aanleiding een protestbrief te schrijven die de kiem legde voor het Protestantisme. In 1563 verbood de Katholieke Kerk het koppelen van aflaten aan donaties of aalmoezen.
Een andere manier waarop de aflaat voor kerkelijke doeleinden werd ingezet, was om deze te verlenen aan mensen die bereid waren deel te nemen aan militaire expedities van de kerk, de zogenaamde kruistochten.
De aflaat is gedeeltelijk of vol naargelang hij iemand geheel of gedeeltelijk verlost van de tijdelijke straffen die voor de zonde verschuldigd zijn. Gelovigen kunnen ook aflaten bekomen voor gestorvenen om hen te helpen bij het uitboeten van hun tijdelijke zondestraffen in het vagevuur. De paragrafen 1471 tot en met 1479 van de Catechismus van de Katholieke Kerk behandelen de leer en de praktijk van de aflaten.

## Geschiedenis

### Ontstaan

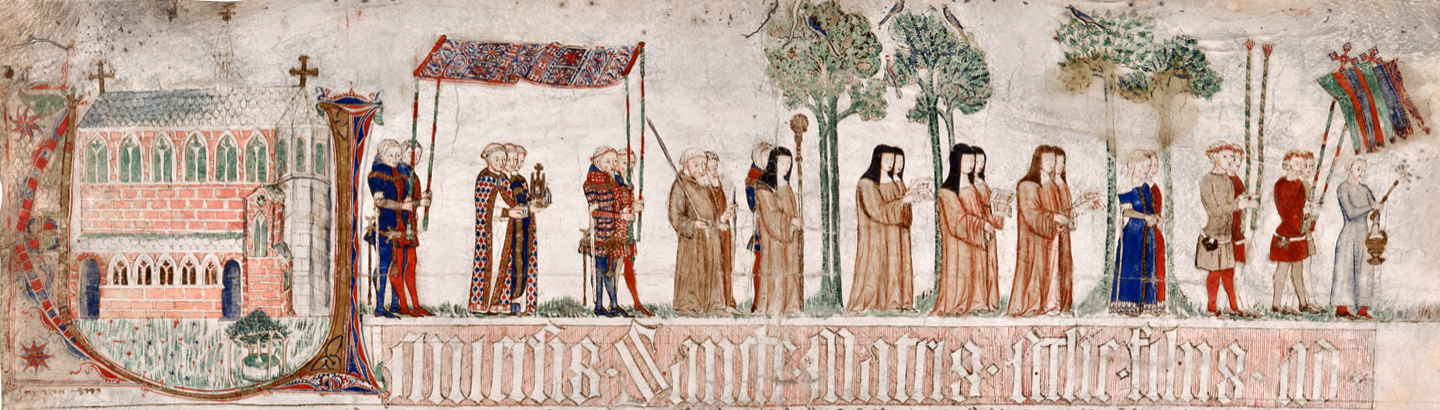
Versiering bovenaan de aflaatbrief van Paus Urbanus IV aan de Abdij van Herkenrode, 1363

Zondaars kunnen voor een bepaalde tijd een straf ondergaan en volgens de regels van de discipline tot een openbare belijdenis komen en door oplegging van de hand van de bisschop en de geestelijkheid het recht op communie ontvangen. (Cyprianus van Carthago, brief 9, 2. Ca. 250 na Chr.)
In de vroege kerk moesten zondaars hun zonden voor de hele kerk opbiechten en een openbare boetedoening doen. De bisschop schonk sacramentele vergeving nadat de zonden publiekelijk waren opgebiecht en de boetedoening was vastgesteld. Daarnaast bestond er ook het gebruik dat martelaren door hun zelfgave delen van de boetedoening van anderen op zich konden nemen, omdat men geloofde dat de hele kerk samen, verbonden met het hoofd, Jezus, voldoening voor de zonden bewerkte. Tussen de 5e en 7e eeuw vond echter een verschuiving plaats van het publieke naar het individuele. De zondaar beleed zijn zonden in het persoonlijke biechtgesprek, afgeschermd van de gemeenschap. Hierdoor werd ook een scheiding aangebracht tussen de elementen van de biecht: het opbiechten van de zonden, het vergeven ervan en de op te leggen straf ter verzoening. Deze straffen werden in de loop van de tijd gesystematiseerd en bijgehouden in de boeteboeken. Vanaf de zevende eeuw ging men ook de klassieke vastgestelde boetedoeningen verminderen als de boeteling goede werken deed zoals het geven van aalmoezen, het vasten, het maken van bedevaarten, en soms ook al het betalen van vastgestelde bedragen.
In de 11e eeuw kreeg de theologie rond de aflaat vastere vorm, gebaseerd op de hierboven beschreven eeuwenoude praktijk. Bovendien werden in deze eeuw voor het eerst aflaten gegeven die niet direct gepaard gingen met het biechtsacrament. De aflatenpraktijk was ook gebaseerd op de theologie rond het vagevuur. Al in de eerste eeuwen van het christendom bestond het gebruik om voor de doden te bidden. Het geloof bestond dat de zonde ook een bepaalde tijdelijke straf met zich meebracht die, als die niet tijdens het leven was uitgeboet, na de dood moest worden uitgeboet. Later is aan deze staat van uitboeting na de dood de naam vagevuur verbonden. Omdat men ook geloofde in de mogelijkheid om voor andere christenen te kunnen bidden en boete te kunnen doen (in verband met de gemeenschap van de heiligen), geloofde men ook in de mogelijkheid dit voor de doden te doen. Wanneer het kerkgezag de boetedoening en de resulterende verdiensten van de heiligen toepaste op een ziel, werd zijn boetedoening daarmee als voldaan beschouwd.
Tijdens de kruistochten ontvingen de deelnemers een algehele aflaat. Paus Bonifatius VIII voerde in 1300 voor het eerst een jubileumaflaat in.

### Misbruiken

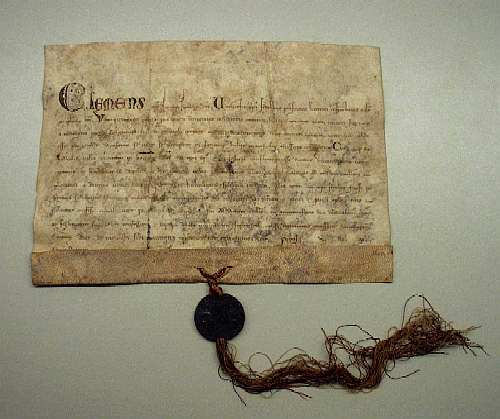
Pauselijke toestemming van Clemens IV in 1265 voor het verkopen van aflaten voor de bouw van de Dom in Utrecht

Door de grote vraag van verenigingen naar het koppelen van hun favoriete gebeden, devoties, gebedsplaatsen of pelgrimstochten, hun processies of bijeenkomsten aan aflaten, ontstond er de neiging om documenten te vervalsen die verklaarden dat zulke aflaten, soms van buitengewone aard, waren gegund. Aflaten waren gekoppeld aan vele werken die niet alleen goed waren maar die ook het gemeenschappelijke goed dienden, zowel religieus als civiel: kerken, ziekenhuizen, leprozenhuizen, goede doelen en scholen, en ook wegen en bruggen.
In de latere Middeleeuwen groeiden de vormen van zakelijk gebruik, zoals de onbeperkte verkoop door professionele vergevers, (quaestores in het Latijn) die er door de kerk op uit werden gestuurd om contributies voor een project als de bouw van een kerk in te zamelen. In veel gevallen was de prediking hiervan, door onwetendheid of gewiekstheid, ver verwijderd van de officiële leer; sommigen durfden zelfs te beloven dat de verdoemden uit de hel zouden worden bevrijd. Toestemming begon te worden verleend aan Katholieke koningen en prinsen, in het bijzonder tijdens kruistochten, om een aanzienlijk deel van de aalmoezen verzameld voor het verkrijgen van aflaten zelf te houden. De bekendste en meest besproken kwestie is de aflaat vergeven voor de bouw van de Sint-Pietersbasiliek in Rome.

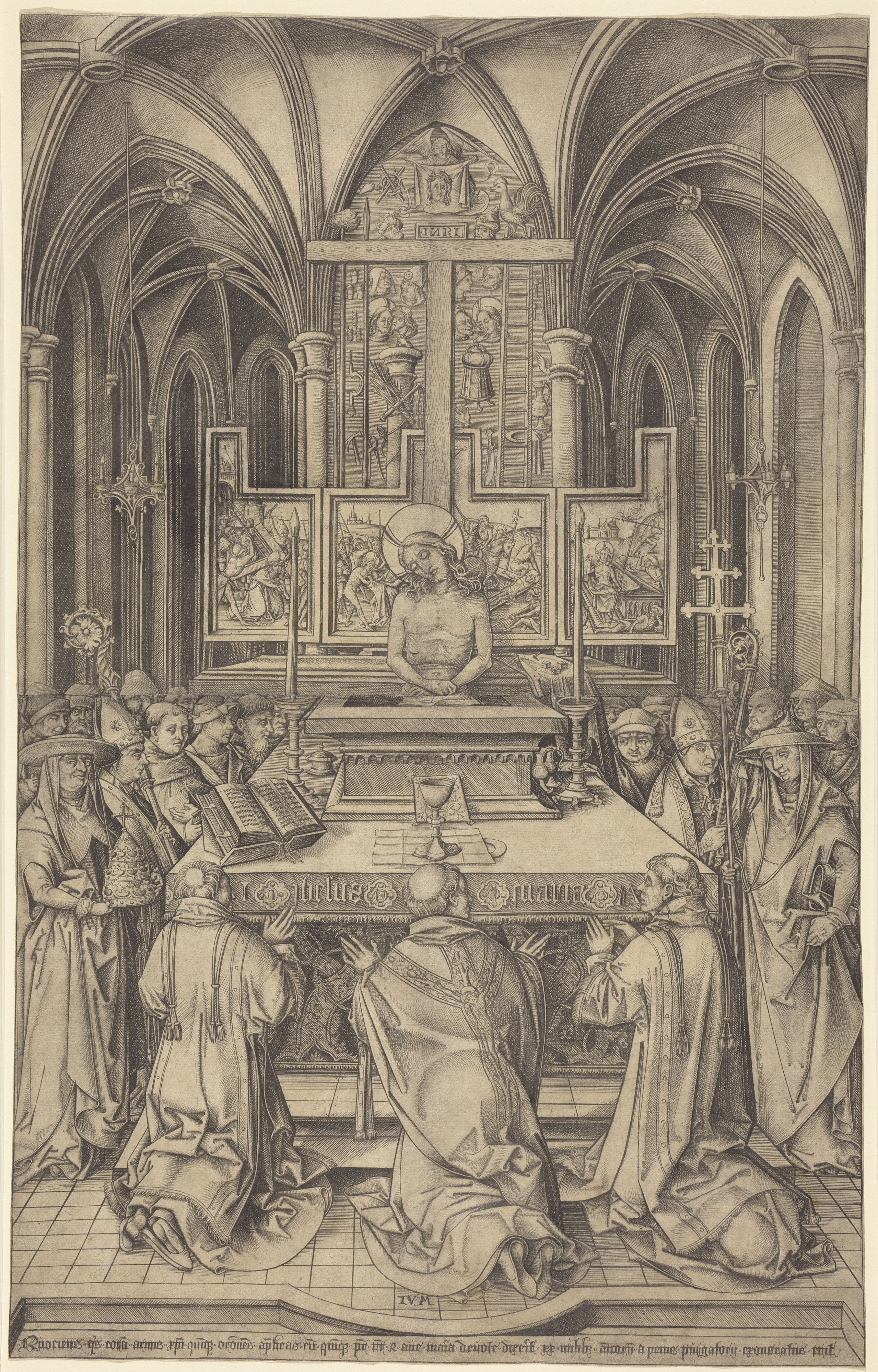
Gravure door Israhel van Meckenem van de Gregoriusmis, ca. 1495, met aan de onderkant een ongeautoriseerde aflaat.

Het Vierde Lateraans Concilie (1215) onderdrukte enige misbruiken gekoppeld aan aflaten. Het schreef bijvoorbeeld voor dat een aflaat bij de gelegenheid van een kerkwijding slechts een jaar mocht bedragen, en dat voor andere gelegenheden een aflaat van niet meer dan veertig dagen mocht worden uitgegeven. Het Concilie verklaarde ook dat Katholieken die het kruis op zich nemen en zichzelf klaarmaken voor de uitdrijving van de ketters dezelfde aflaat zullen genieten, en gesterkt worden door hetzelfde heilig voorrecht, als zij die het heilige Land bijstaan.
Maar al snel werden deze grenzen op grote schaal overschreden. Valse documenten deden de ronde met aflaten die alle perken te buiten gingen: aflaten van honderden of zelfs duizenden jaren. In 1392, meer dan een eeuw voordat Maarten Luther zijn 95 stellingen had gepubliceerd, schreef paus Bonifatius IX tot de bisschop van Ferrara, de praktijk van bepaalde kloosterorden veroordelend. Die kloosterorden beweerden onjuist dat ze door de paus waren geautoriseerd om allerlei zonden te vergeven, en eisten geld van eenvoudige gelovigen door ze permanent geluk in deze wereld en eeuwige glorie in de volgende te beloven.

### Critici
Tegen deze levendige aflatenhandel en grof misbruik kwamen vooral protestantse kerkhervormers op. Ook waren er de door armoede geïnspireerde bedelorden die verwezen naar de uitspraak van Jezus Christus dat het Rijk der Hemelen voorbehouden zou blijven aan hen die in armoede en nederigheid hadden geleefd.
In 1517 publiceerde Maarten Luther zijn 95 stellingen die zich met aflaten en vergeving bezighouden. Deze 95 stellingen worden gezien als een belangrijke aanleiding tot de verbreiding van de Reformatie.
Een leerling van Luther, de hervormer Johannes Calvijn stelde in zijn Institutie: de aflaten zijn: een ontheiliging van het bloed van Christus, een spotternij van de satan, waarmee ze het christenvolk van Gods genade en van het leven dat in Christus is, weghouden en van de ware weg der zaligheid afbrengen (Boek 3, hoofdstuk 5). Het probleem dat Calvijn met de praktijk van de aflaten had was dat het suggereerde dat het bloed van Christus voor de gelovigen niet genoeg is tot vergeving van zonden, tot verzoening en tot voldoening. Ter onderbouwing van zijn betoog gebruikt Calvijn ook teksten van Augustinus en paus Leo I.

### Herstel
Tijdens de contrareformatie heeft de Katholieke Kerk de praktijk rond de aflaten hervormd. Sinds die tijd kunnen aflaten niet meer tegen storting van giften verkregen worden. Het Concilie van Trente hief in 1562 het instituut van de aflaatpredikers op.
Paus Paulus VI wijdde in 1967 een apostolische constitutie aan de aflatenleer: De Indulgentiarum doctrina (leer van de aflaten) en het daarbij horende Enchiridion indulgentiarum (handleiding voor de aflaten) werd in 1968 herwerkt en in 1986 herzien. Inmiddels is deze handleiding in 1999 aan de vierde editie toe. Zij vermeldt de soort aflaten die verworven kan worden en de normen ervoor. Bekende recente voorbeelden hiervan zijn de aflaten naar aanleiding van het Jubeljaar 2000, het Jaar van de Eucharistie (2005) en de Wereldjongerendagen van 2005 in Keulen. In het Jaar van het Geloof (tot het feest van Christus Koning 2013) onder andere bij een bezoek van de kerk waar de persoon gedoopt is.

## Huidige regeling[19]
1. Vereiste voorwaarden
- Om aflaten te kunnen verdienen moet men in staat van genade zijn en
- de intentie hebben om de aflaat te verdienen.
- Algemeen beginsel is: men kan slechts eenmaal per dag een volle aflaat verdienen, met uitzondering alleen van stervensgevaar (zie §2, nr.6).

Het is vereist dat alle gehechtheid aan zonde, zelfs kleine dagelijkse zonde, afwezig is. Indien aan de laatste voorwaarde minder perfect wordt voldaan of wanneer de drie voorgeschreven voorwaarden (d) niet vervuld zijn, zal de aflaat slechts een gedeeltelijke zijn
- De drie gewone voorwaarden om een volle aflaat te verdienen zijn: biecht, communie en mondgebed (mondeling gebed, niet inwendig alleen) tot intentie van de paus.

Voor het gebed tot intentie van de paus volstaat men met een Onze Vader en een Weesgegroet, of een gebed van gelijke duur.
Is voor het verdienen van een aflaat bovendien het bezoek van een kerk of kapel voorgeschreven, dan moet men bij dat bezoek bidden een Onze Vader en de Geloofsbelijdenis. Hierdoor vervalt echter niet het gebed tot intentie van de paus.
Over de drie gewone voorwaarden (biecht, communie en gebed tot intentie van de paus): de biecht kan meerdere dagen vóór of na het voorgeschreven werk voldaan worden; maar de communie en het gebed tot intentie van de paus horen op dezelfde dag te geschieden als het voorgeschreven werk. Voor de biecht is tot acht dagen voor of na een gebruikelijke termijn. Het kerkbezoek met de vereiste gebeden kan vanaf 's middags 12 uur daags vóór de aflaatdag plaats hebben. Eén enkele sacramentele biecht volstaat om verschillende volle aflaten te verdienen; maar de communie moet ontvangen worden en het gebed voor de intentie van de paus moet herhaald worden telkens wanneer men een volle aflaat wil verkrijgen.
Gedeeltelijke en volle aflaten kunnen altijd worden toegepast op de overledenen door een smeekgebed. Om een aflaat verbonden aan een gebed te verdienen, volstaat het dat gebed op te zeggen al of niet afwisselend met een andere persoon, of het mentaal te volgen terwijl het door een ander wordt opgezegd. Het gebed moet dus door iemand opgezegd worden, uitsluitend stil mentaal bidden volstaat niet, tenzij het tegendeel uitdrukkelijk is vermeld. Sommige kerken bieden gelegenheid in een bepaald tijdsbestek aflaten voor overledenen te verdienen.
Een aflaat gehecht aan het gebruik van een godsvruchtig voorwerp verdwijnt enkel, wanneer dat sacramentale volledig vernield of verkocht is.
2. Lijst van de belangrijkste volle aflaten
Een volle aflaat is te verdienen voor de volgende gebeden of oefeningen:
1. Gebedje En ego (Gebed tot de gekruisigde Jezus) na de communie, maar alleen op de vrijdagen van vasten- en passietijd.
2. Een geestelijke oefening van ten minste drie dagen.
3. Oefening van eerherstel op het feest van het Heilig Hart, publiek gebeden.
4. Gebed van toewijding op het feest van Christus Koning.
5. Bezoek en aanbidding van het Heilig Sacrament gedurende een half uur.
6. De pauselijke zegen, verleend door de paus, bijvoorbeeld tijdens het Urbi et Orbi, door een bisschop, of in het stervensuur door een priester. Bij afwezigheid van een priester verleent de Kerk automatisch deze volle aflaat.
7. Bij eerste mis, eerste communie: de betreffende persoon en alle aanwezige gelovigen.
8. Rozenhoedje: gebeden in kerk, kapel, familieverband of religieuze communiteit.
9. Lezing van de Heilige Schrift gedurende een half uur.
10. Het publiek bidden van het Te Deum op de laatste dag van het jaar.
11. Veni Creator Spiritus op 1 januari en op Pinksteren, mits publiek gebeden.
12. Op 2 augustus (Portiuncula-aflaat) bij bezoek aan een kerk, en volgens eigen Directorium van het Bisdom.
13. Kruiswegoefening. Voor wie echter de oefeningen niet kunnen verrichten volstaat een lezing of meditatie over het lijden van Christus gedurende een half uur.
14. Bezoek van kerk of kapel op Allerzielen; alsook bezoek van het kerkhof elke dag van het octaaf (1 tot 8 november).
15. Godvruchtig bezoek van de parochiekerk, op een patroonsfeest of op 2 augustus (Portiuncula-aflaat). De ordinarius kan de dag veranderen. Bij het bezoek is vereist één Onze Vader en de geloofsbelijdenis te bidden.
16. Hernieuwing van de doopbeloften op de Vigilie van Pasen en op de verjaardag van het doopsel.
17. Het gebruik van een godvruchtig voorwerp (kruisje, kroontje, medaille e.a.) door paus of bisschop gewijd, maar alleen op het Hoogfeest van de Heilige Petrus en Paulus, als men de geloofsbelijdenis bidt.
18. Het volledig uitlopen van de precies voorgeschreven route van de Stille Omgang te Amsterdam.

3. Commutatie en dispensatie
De biechtvaders zijn bevoegd voor hen die ze niet kunnen vervullen, zowel het voorgeschreven werk als de vereiste voorwaarden in andere te commuteren. De plaatselijke Ordinarissen kunnen bovendien hun eigen gelovigen op plaatsen, waar dit heel moeilijk voor hen is, dispenseren van de biecht en het ontvangen van de communie. Zij moeten echter berouw hebben over hun zonden en voornemens zijn, zodra mogelijk aan die verplichting te voldoen.
4. Over de gedeeltelijke aflaten 
Bij gedeeltelijke aflaten wordt niet meer gesproken over jaren en dagen. Als maatstaf geldt, dat de Kerk zoveel kwijtschelding van kerkelijke straffen toevoegt als de gelovige reeds verkrijgt overeenkomstig de voortreffelijkheid van het werk en de liefde, waarmede het verricht wordt. Gedeeltelijke aflaten zijn aan veel gebedsoefeningen en schietgebeden verbonden, te veel om te vermelden. Maar iets nieuws in de nieuwe aflatencodex is, dat daar vier algemene concessies van gedeeltelijke aflaten worden gedaan voor verschillende soorten van godvruchtige werken, zonder verdere voorwaarden. De vier concessies zijn de volgende:
1. Een gedeeltelijke aflaat wordt verleend aan elke gelovige die in het vervullen van zijn plichten en in het dragen van de lasten van het leven met nederig vertrouwen zijn geest tot God verheft met toevoeging, al is het ook alleen inwendig, van een of andere godvruchtige aanroeping.
2. Een gedeeltelijke aflaat wordt verleend aan alle gelovigen die door de geest van geloof geleid, zichzelf of hun goederen prijsgeven ten dienste van hun medemensen die in nood verkeren.
3. Een gedeeltelijke aflaat wordt verleend aan elke gelovige die zich in de geest van boetvaardigheid uit vrije wil onthoudt van iets dat geoorloofd en aangenaam is.
4. Een gedeeltelijke aflaat wordt toegekend aan de gelovige die voor anderen op spontane wijze openlijk getuigenis aflegt van zijn geloof in de concrete omstandigheden van zijn dagelijks leven (Deze vierde concessie kwam erbij sinds 1999).

Verder kan elke gelovige die een godvruchtig voorwerp (kruisje, rozenkrans, scapulier, medaille), dat door een priester gewijd is, in vrome gezindheid gebruikt, een gedeeltelijke aflaat verdienen.